# Jean-Pierre Bemba

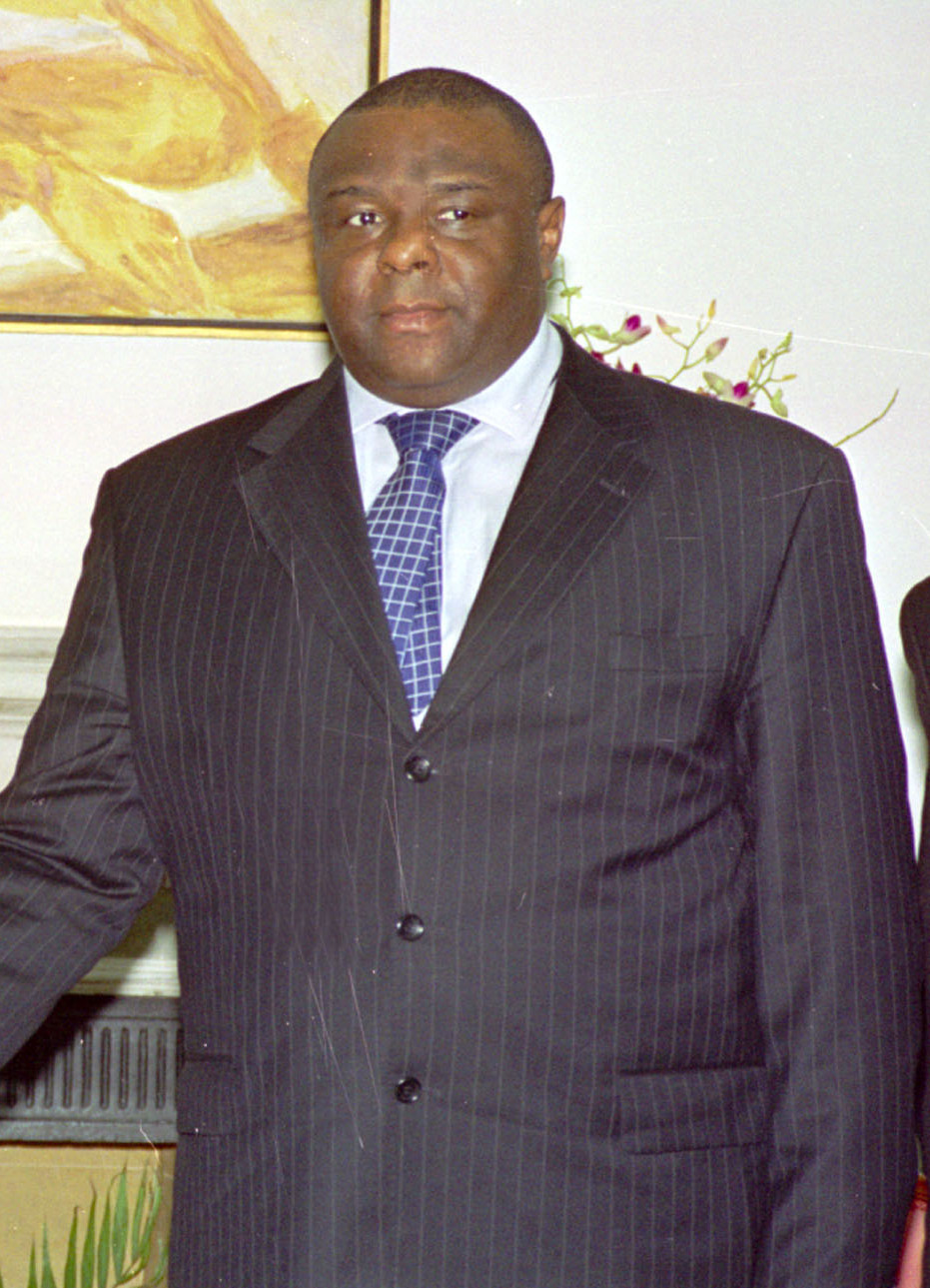
Jean Pierre Bemba (2005)

Jean-Pierre Bemba Gombo (Bokada (Evenaarsprovincie), 4 november 1962) is een politicus in de Democratische Republiek Congo (DRC) en zakenman. 
Sinds 2023 dient hij als de Vice Premier en minister van Defensie van de Democratische Republiek Congo. Eerder was hij een van de vier vice-presidenten in de overgangsregering van de Democratische Republiek Congo van 17 juli 2003 tot december 2006. Hij leidde de Mouvement de Liberation du Congo (MLC), een rebellenbeweging die later een politieke partij werd. Hij kreeg het op één na hoogste aantal stemmen in de presidentsverkiezingen van 2006. In januari 2007 werd hij gekozen tot de Senaat.
In 2008 werd Bemba tijdens een reis naar Europa gearresteerd op beschuldiging van misdaden tegen de menselijkheid en oorlogsmisdaden door het Internationaal Strafhof (ICC). Hij heeft de daaropvolgende 10 jaar doorgebracht in de gevangenis in Den Haag, Nederland; 8 jaar in afwachting van zijn proces en vonnis, en daarna nog 2 jaar na zijn veroordeling in 2016. In 2018 werden de veroordelingen in hoger beroep vernietigd. Het hof oordeelde dat omdat het Statuut van Rome, dat de regels van het hof bepaalt, de tijd die iemand in de gevangenis kan doorbrengen in afwachting van zijn proces niet beperkt, Bemba geen recht had op compensatie. Het riep lidstaten op dringend de relevante bepalingen in het statuut te herzien. Tot op heden heeft een dergelijke herziening nog niet plaatsgevonden. 
In 2018 keerde Bemba terug naar de DRC, waar hij sindsdien actief is in de nationale politiek.

## Biografie

### Achtergrond
Zijn vader, Jeannot Bemba Saolona, was een zakenman die rijk werd onder voormalig Zaïrees dictator Mobutu Sese Seko, en een van zijn zusters is gehuwd met Mobutu's zoon Nzanga.
Bemba werd een van de rijkste mensen van Congo, met een fortuin dat geschat wordt op meerdere honderden miljoenen dollars. Hij deed zaken in draagbare radio's, luchtvaart en commerciële televisie. 

### Presidentiële verkiezingen van 2006
Bemba was een van de 33 presidentskandidaten voor de verkiezingen van 30 juli 2006. Zijn campagneslogan
"Honderd procent Congolees" werd beschouwd als een sneer naar de regerend president Joseph Kabila die ook opkwam.
Bemba kreeg vooral steun in het westelijk Lingala-sprekend deel van het land, waartoe ook de hoofdstad Kinshasa behoort. Kabila won officieel met 44% van de stemmen, Bemba werd tweede met 20% en daardoor kwam er een tweede ronde op 29 oktober 2006. Deze werd officieel gewonnen door Kabila met 58,05% van de stemmen, hoewel Bemba's aanhangers beweren dat er bedrog in het spel was.

### Geweld in maart 2007
Gevechten braken uit nabij de woning van Bemba op 22 maart 2007 naar aanleiding van een dispuut over zijn
privémilitie. Er vielen meerdere doden. Bemba vluchtte naar de Zuid-Afrikaanse ambassade in Kinshasa, en op 10 april brachten VN-troepen hem naar de luchthaven en vloog hij naar Portugal.

### Vervolging en uitspraak
Na een geheim arrestatiebevel van het Internationaal Strafhof werd Bemba op 24 mei 2008 gearresteerd in zijn woning in Sint-Genesius-Rode. Hij wordt verdacht van oorlogsmisdaden en misdaden tegen de menselijkheid tijdens een burgeroorlog tussen oktober 2002 en maart 2003 in de Centraal-Afrikaanse Republiek. Zijn rebellenbeweging MLC maakte zich in die periode vermoedelijk schuldig aan onder andere verkrachting en foltering.
De MLC keurde de arrestatie af en vroeg het Congolese parlement bij de Belgische regering aan te dringen op immuniteit voor Bemba als Congolees senator. Meer dan 2.000 aanhangers van Bemba protesteerden in Kinshasa op 27 mei en vroegen zijn vrijlating.
Na de uitspraak van een Belgisch gerecht werd Bemba doorgestuurd naar het Internationaal Strafhof in Den Haag op 3 juli. Zijn advocaat benadrukte dat dit een kans was om zijn onschuld aan te tonen. In een hoorzitting op 4 juli verscheen Bemba een eerste keer voor het Hof.
Aanvankelijk werd hij aangeklaagd voor drie gevallen van misdaden tegen de menselijkheid, maar in oktober 2010 wijzigde de aanklager de aanklachten tot twee gevallen van misdaden tegen de menselijkheid en drie gevallen van oorlogsmisdaden (waaronder seksueel misbruik). In 2016 werd hij hiervoor tot 18 jaar gevangenisstraf veroordeeld. Dit was de eerste keer dat het hof iemand voor seksueel misbruik veroordeelde. Bemba ging in september 2016 beroep tegen de uitspraak. In maart 2017 werd hij tot nog een jaar gevangenisstraf en 300.000 euro boete veroordeeld omdat hij had geprobeerd om ooggetuigen te beïnvloeden tijdens zijn proces.
In juni 2018 werd Bemba in hoger beroep vanwege gebrek aan bewijs door het Internationaal Strafhof vrijgesproken voor oorlogsmisdaden en misdaden tegen de menselijkheid in de Centraal-Afrikaanse Republiek. In september 2018 werd hij in hoger beroep veroordeeld tot een jaar gevangenisstraf en 300.000 euro boete veroordeeld vanwege de omkoping van getuigen tijdens zijn proces. Vanwege deze veroordeling werd Bemba definitief uitgesloten als kandidaat voor de presidentsverkiezingen in Congo van 23 december 2018.
In maart 2019 diende Bemba een claim in voor schadevergoeding wegens zijn langdurige detentie en de kosten van zijn verdediging.